# Eriotheca crenulaticalyx
Eriotheca crenulaticalyx är en malvaväxtart som beskrevs av André Georges Marie Walter Albert Robyns. Eriotheca crenulaticalyx ingår i släktet Eriotheca och familjen malvaväxter. Inga underarter finns listade i Catalogue of Life.